# إعادة تأهيل أرضي

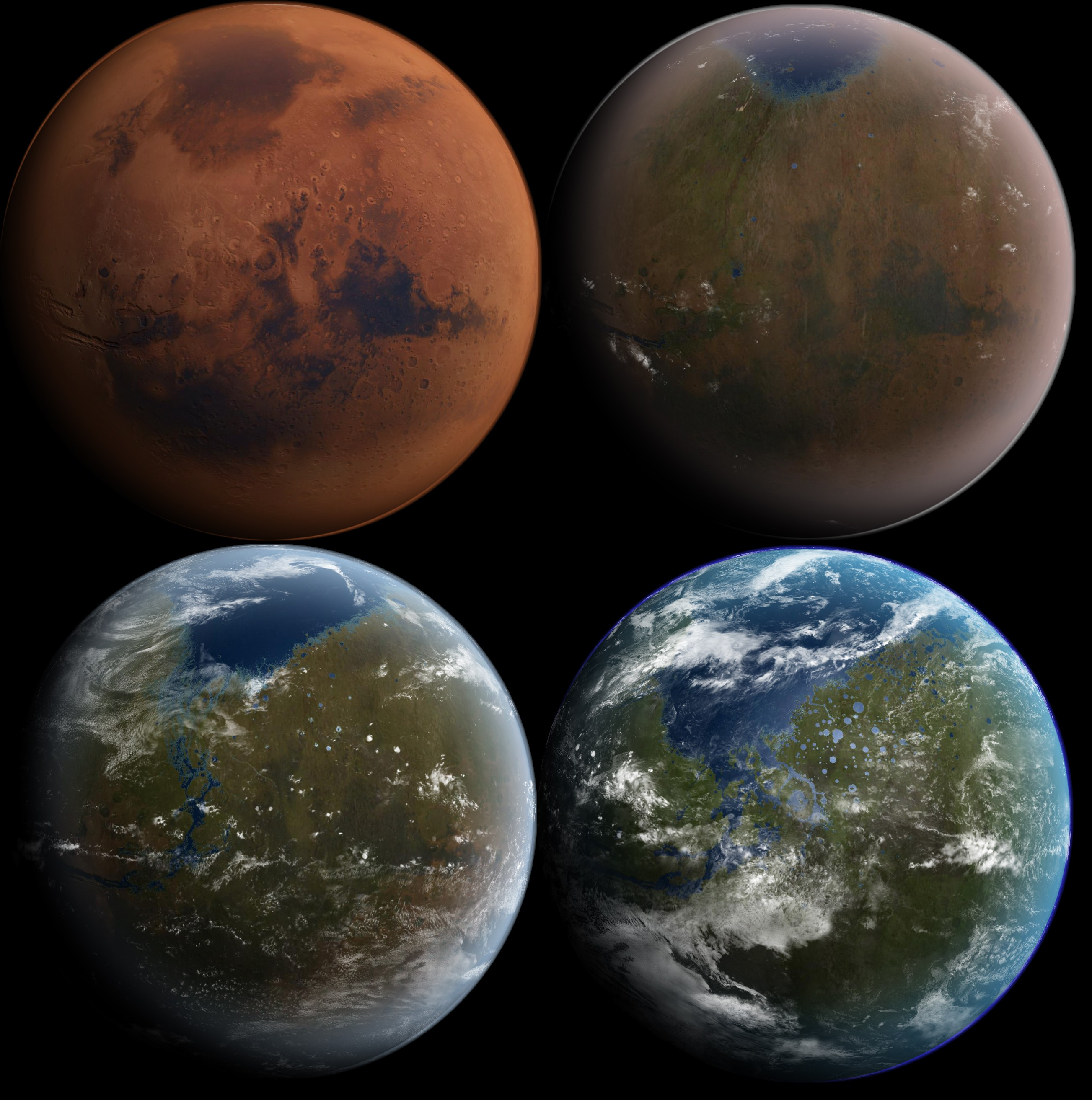

إعادة تأهيل أرضي (بالإنجليزية: Terraforming أو Terraformation)، ويتُرجم المصطلح حرفيًا من الإنجليزية إلى «التشكيل الأرضي»، وهي عملية افتراضية لإعادة تأهيل كوكب أو قمر أو أي جرم فضائي آخر ليشبه الأرض عن طريق تعديل غلافه الجوي، ودرجة الحرارة، وتضاريس أو بيئة السطح حتى تتشابه بيئته مع بيئة كوكب الأرض ليكون صالحًا للحياة وفقًا للمعايير الأرضية.
طُور هذا المفهوم من خلال الخيال العلمي والأبحاث العلمية الخالصة معًا. استُخدم مصطلح إعادة التأهيل الأرضي لأول مرة بواسطة جاك ويليامسون في روايته القصيرة من نوع الخيال العلمي باسم «مدار الاصطدام»، والتي نُشرت عام 1942 بمجلة قصص الخيال العلمي المدهشة، ولكن لم يكن له السبق في وضع المفهوم نفسه.
تعتبر قابلية خلق بيئة كوكبية مشابهة لكوكب الأرض على أحد الكواكب الأخرى أمرًا غير مؤكد بعد، حتى وإن وجدنا كوكبًا يمكن تعديل بيئته. يعد كوكب المريخ واحدًا من الكواكب المرشحة بقوة لعملية إعادة التأهيل. أُجريت العديد من الدراسات العلمية على إمكانية رفع درجة حرارة الكوكب وتعديل غلافه الجوي، وأجرت ناسا نفسها العديد من المناقشات في هذا الشأن. يمكن أن تتوفر العديد من الوسائل التي نتمكن من خلالها أن نغير من مناخ كوكب المريخ في التكنولوجيا البشرية المتاحة حاليًا، ولكن العقبة تكمن في الموارد الاقتصادية الضخمة المطلوبة لتنفيذ هذه العملية، وفي عدم رغبة أي دولة حاليًا في المشاركة بتمويلها. تعتبر الفترات الزمنية الطويلة اللازمة لتنفيذ هذه العملية مع قابلية تطبيقها عمليًا محل جدال حتى الآن. ويوجد عدد من الأسئلة التي يُرد عليها بشأن الضوابط الأخلاقية، واللوجيستيات، والموارد الاقتصادية، والعقبات السياسية، والمنهجية الخاصة بمحاولة التعديل من بيئة أحد العوالم الخارجية بالفضاء.

## متطلبات قابلية السكن للكوكب
يعتبر توافر مصدر للطاقة من أهم متطلبات الحياة بشكل مطلق، ولكن مفهوم قابلية السكن للكواكب يرتكز على معايير خاصة بفيزياء الأرض، وكيمياء الأرض، والفيزياء الفلكية، ويجب توافر هذه المعايير أولًا في الجرم الفلكي قبل أن يعتبر صالحًا لاستضافة الحياة. وتعتبر مجموعة العوامل التي ساعدت على استمرار الكائنات المعقدة متعددة الخلايا بالإضافة إلى الكائنات الأخرى البسيطة على الأرض من الأمور الهامة جدًا بخصوص هذا الشأن. تُجرى الأبحاث وتصاغ النظريات العلمية في هذا الموضوع باعتبارها جزءًا من العلوم الكوكبية وعلم الاحياء الفلكية المشتق من هذه العلوم.
حددت ناسا المعايير الأساسية لقابلية السكن في مخططها التوضيحي الخاص بالأحياء الفلكية، وشملت هذه المعايير وجود مناطق واسعة من المياه السائلة، ووجود ظروف مناسبة لقيام التفاعلات الكيميائية الحيوية المكوِنة للجزيئات الحيوية المعقدة، ووجود مصادر للطاقة تضمن استمرار عمليات الأيض.

## المراحل الأولية
يمكن البدء في إحضار الأحياء الدقيقة بمجرد توافر الظروف المناسبة لحياة لهذه الكائنات هناك. ويمكن أيضًا إحضار الحياة النباتية، وذلك اعتمادًا على التشابه بين ظروف الكوكب المُعدَّل وظروف كوكب الأرض. ويمكن أن يزيد هذا من معدلات إنتاج الأكسجين هناك، وهذا قد يجعل الكوكب قابلًا لاستضافة الحياة الحيوانية نظريًا.

## القضايا

### القضايا الأخلاقية
هناك جدل فلسفي قائم في نطاق علمي الأحياء والبيئة حول ما إذا كانت عملية إعادة التأهيل الأرضي للعوالم الأخرى أخلاقيةً أم لا. فمن وجهة نظر المبادئ الأخلاقية الكونية، تمثل هذه العملية تعديًا على القيمة الجوهرية في وجود بيئات كوكبية مختلفة لصالح حاجتنا للحفاظ على الحياة البشرية.
يتضمن الفريق المؤيد لهذه العملية كلًا من روبرت زوبرين، ومارتن ج. فوغ، وريتشارد ل. س. تايلور، ومؤخرًا كارل ساغان، والذين يرون أن هناك وازعًا أخلاقيًا للبشر يتمثل في محاولة جعل العوالم الأخرى صالحة للحياة، باعتبارها مساهمةً في تاريخ الحياة لاستصلاح البيئات المختلفة من حولنا. وأشاروا أيضًا إلى دمار الأرض المحتوم إذا أخذت الطبيعة مجراها، ولهذا ستضطر الحضارة الإنسانية مستقبلًا أن تختار بين إعادة تأهيل العوالم الأخرى أو السماح بفناء الحياة على الأرض. ولن تكون إعادة تأهيل الكواكب أمرًا غير أخلاقي؛ لأنها وبكل تأكيد ستستهدف الكواكب القاحلة فقط، وبالتالي لن نؤثر بالسلب على أي حياة أخرى.
يرى الفريق الآخر المعارض لهذه العملية أن إعادة التأهيل الأرضي يعتبر تدخلًا لا أخلاقيًا بالطبيعة، وعند النظر لتاريخ معاملة البشرية لكوكب الأرض، نجد أن الكواكب الأخرى يمكن أن تكون في حال أفضل دون تدخل البشر فيها. يوجد عدد من الآراء الوسطية الأخرى مثل كريستوفر مكاي الذي يرى أن عملية إعادة التأهيل الأرضي يمكن أن تكون أخلاقية فقط في حالة اختيارنا لكوكب خالِ من أي أشكال للحياة بشكل مؤكد، أما إذا وجدنا به أي مؤشرات للحياة، فيجب علينا ألا نُغير من بيئته لتلائم احتياجاتنا، لكن ينبغي علينا أن نطور من بيئته صناعيًا لنغذي هذه الحياة الخارجية ونساعدها على البقاء والتطور، بل ونحاول التعايش معها أيضًا. ولكن حتى هذا التدخل يعتبر نوعًا من أنواع إعادة التأهيل الأرضي بالنسبة للمؤمنين بفلسفة المركزية البيئية المتشددين، والذين يرون أن أي حياة لها الحق في أن تتطور بذاتها داخل بيئتها الخاصة دون أي تدخل خارجي.

### القضايا الاقتصادية
ستكون التكلفة المبدئية لمثل هذه المشاريع الخاصة بإعادة تأهيل الكواكب هائلةً، وسيتحتم علينا إنشاء بنية تحتية لهذا المشروع من الصفر. لم تُطوَّر مثل هذه التقنيات في وقتنا الحالي، ناهيك عن مدى صعوبة تمويل هذا المشروع. أشار جون هيكمان إلى عدم وجود أي خطة لهذا المشروع في الوقت الحالي متضمنةً للاستراتيجيات الاقتصادية، وتبدو أغلب النماذج الموضوعة لهذا المشروع وتوقعاتها متفائلةً للغاية.

### القضايا السياسية
كان الفخر الوطني، والمنافسات بين الدول، وسياسات العلاقات العامة أهم ما يشجع على قيام المشروعات الفضائية في الماضي. يمكن أن نفترض وجود هذه العوامل أيضًا في الجهود المتعلقة بمشاريع إعادة تأهيل الكواكب.

## في الثقافة العامة
يعتبر مفهوم إعادة التأهيل الأرضي شائعًا في الخيال العلمي، وهذا يشمل المسلسلات، والأفلام، والروايات، وألعاب الفيديو.